# Олександрівська Дача (заказник)
Олекса́ндрівська Да́ча — лісовий заказник місцевого значення в Україні. Розташований на території Арбузинського району Миколаївської області, у межах Агрономійської сільської ради.
Площа — 465 га. Статус надано згідно з рішенням Миколаївської обласної ради № 448 від 23.10.1984 року задля збереження ділянок зростання рослин, що зникають.
Заказник розташований на північний захід від села Агрономія, на правому березі річки Арбузинка.
Територія заповідного об'єкта слугує для збереження та охорони посадки дуба звичайного, кленів гостролистого і польового.